# Český Superpohár 2011
Český Superpohár 2011 bylo historicky druhé utkání každoročně pořádané soutěže zvané Český Superpohár. Účastníci soutěže byli dva - vítězové dvou hlavních soutěží pořádaných Českomoravským fotbalovým svazem. Vítězem 1. české fotbalové ligy za sezonu 2010/11 se stal tým FC Viktoria Plzeň, který si tuto soutěž (Superpohár) zahrál i v roce 2010, kdy odešel poražen. Vyzyvatelem byl vítěz Ondrášovka Cupu v sezoně 2010/11, FK Mladá Boleslav. Tato soutěž se odehrává pouze v jednom zápase, na stadionu vítěze Gambrinus ligy.
Tyto dva kluby se tedy střetly 22. července 2011 na plzeňském stadionu ve Štruncových sadech. Vítězem duelu se stal tým FC Viktoria Plzeň, který získal trofej Synot Tip Superpoháru a prémii 1 milion korun českých.

## Průběh utkání
Zápas se odehrál na právě rekonstruovaném stadionu domácího týmu FC Viktoria Plzeň. Kapacita byla snížena na přibližně 5.500 míst, ale byla naplněna jen z poloviny. Domácí nastoupili ve značně obměněné sestavě z cílem šetřit hráče na zápas předkola Ligy mistrů. Vedení se ujali hosté, když ve 35. minutě z pokutového kopu skóroval Táborský. Domácím se podařilo srovnat až v 84. minutě gólem Jakuba Hory. Na penalty pak dokonali obrat a radovali se z prvního vítězství v této soutěži. Zároveň zkompletovali sadu tří nejvýznamnějších českých trofejí (český fotbalový pohár, trofej za vítězství v lize, český Superpohár), což se jim podařilo během 14 měsíců.

## Statistiky zápasu
| 22. července 2011 17:30 |       |                        |                                                                             |
| FC Viktoria Plzeň       | 1 – 1 | FK Mladá Boleslav      | Stadion města Plzně, Plzeň diváci: 2 920 (54 % kapacity) rozhodčí: Královec |
| Jakub Hora 84'          |       | 35' (pen) Ivo Táborský | Stadion města Plzně, Plzeň diváci: 2 920 (54 % kapacity) rozhodčí: Královec |

|                                                                   |       | Penaltový rozstřel                                    |  |
| Michal Ďuriš Martin Fillo Daniel Kolář Vladimír Darida Jakub Hora | 4 – 2 | Jakub Řezníček Ondřej Kúdela Petr Wojnar Jan Štohanzl |  |

| FC Viktoria Plzeň | FK Mladá Boleslav |

| FC Viktoria Plzeň: |    |                        |
|                    |    |                        |
| GK                 | 25 | Michal Daněk           |
| RB                 | 15 | František Ševinský     |
| CB                 |    | Marián Čišovský 46'    |
| CB                 | 3  | Miloš Brezinský        |
| LB                 | 8  | David Limberský 46'    |
| RM                 | 9  | Martin Fillo           |
| CM                 | 5  | Michal Ďuriš           |
| CM                 | 16 | Vladimír Darida        |
| LM                 |    | Michael Krmenčík 66'   |
| DM                 | 7  | Petr Trapp 69'         |
| CF                 |    | Jakub Hora             |
| Nahrazující:       |    |                        |
| LB                 | 27 | František Rajtoral 46' |
| CB                 | 20 | Petr Jiráček 46'       |
| LM                 | 26 | Daniel Kolář 66'       |
| Trenér:            |    |                        |
| Pavel Vrba         |    |                        |

| FK Mladá Boleslav: |    |                      |
|                    |    |                      |
| GK                 | 27 | Miroslav Miller      |
| RB                 | 20 | Jan Kysela 87'       |
| CB                 | 4  | Adrian Rolko         |
| CB                 |    | Aleš Neuwirth        |
| LB                 | 25 | Radek Šírl           |
| RM                 | 33 | Lukáš Opiela 90' 29' |
| CM                 | 26 | Václav Procházka 61' |
| LM                 | 11 | Ondřej Kúdela        |
| RW                 | 19 | Jan Chramosta        |
| FW                 | 10 | Marek Kulič 67'      |
| LW                 | 8  | Ivo Táborský 85'     |
| Nahrazující:       |    |                      |
| FW                 |    | Jan Štohanzl 67'     |
| LW                 | 7  | Jakub Řezníček 85'   |
| RM                 |    | Petr Wojnar 90'      |
| Trenér:            |    |                      |
| Miroslav Koubek    |    |                      |

## Vítěz
| Český Superpohár 2011 FC Viktoria Plzeň (1. vítězství) |